# Benins riksvapen
På Benins riksvapens sköld ser man en symbol för den typiska lokala byggnadsstilen. I fältet intill återges den historiska symbolen för Svarta stjärnans orden. Palmen symboliserar den viktiga palmoljeproduktionen och fartyget representerar de första europeiska erövrarna. De två ymnighetshornen överst symboliserar jordbrukets rikedomar. Sköldhållarna är leoparder.